# White Christmas Blues
«White Christmas Blues» (с англ. — «Блюз белого Рождества») — восьмой эпизод двадцать пятого сезона и 538-эпизод мультсериала «Симпсоны». Выпущен 15 декабря 2013 года в США на телеканале «FOX».

## Сюжет
Мардж ругает Гомера за то, что он повесил рождественские украшения дома, но не убрал украшения с прошедшего хэллоуина. Скучающие Барт и Лиза смотрят телевизор, в котором Кент Брокман объявляет, что по всей Америке не будет снега на Рождество из-за глобального потепления. Вскоре, однако, в Спрингфилде начинает идти снег. Профессор Фринк объясняет, что из-за комбинации радиоактивных выбросов от атомной электростанции и микрочастиц сжигаемых автопокрышек — это единственное место в Америке, где есть снег. Мэр Куимби объявляет город туристической достопримечательностью, и жители быстро окунаются в атмосферу праздника, поскольку в Спрингфилд собираются множество путешественников.
Из-за наплыва туристов местные магазины взвинчивают цены. Мардж потрясена этим и не может позволить купить нормальные продукты на рождество, у неё рождается комплекс неполноценности. Когда она приезжает домой, семья путешественников предлагает ей 300 долларов, чтобы снять у них комнату, потому как больше в городе остановиться негде из-за большого количества отдыхающих. Подумав, она принимает их предложение. Вернувшись с работы, Гомер удивлен неожиданными постояльцами в доме, но Мардж все объясняет и убеждает его превратить дом в B&B на время курортного сезона. По мере приближения Рождества они принимают все больше гостей, но Мардж раздражают их постоянные просьбы и жалобы на некачественное обслуживание и плохую работу. В день отъезда гостей Мардж приходит попрощаться с гостями и извиниться перед ними за свою вспыльчивость, гостям, в свою очередь, есть что ответить на это и Мардж думает, что они собираются высказать ей свои претензии, но вместо этого они удивляют её, начиная петь рождественские песни.
Тем временем Лиза покупает подарки для всей семьи, которые призваны помочь ей чувствовать себя хорошо (например, семена редиса для Гомера и книгу для Барта), а не для того, чтобы они были полезны для получателя. Она потрясена, обнаружив, что Барт сжигает подаренную книгу, но его аргументы приводят Лизу к выводу, что её усилия по выбору подарков были ошибочны. Она продает подарок, который подарил ей Барт, и покупает ему планшет с предварительно загруженными книгами и приложениями, которыми он может наслаждаться, Барт дает ей немного денег для пожертвования на благотворительность.